# Jean-Pierre Lacoux
Jean-Pierre Lacoux, né le 11 novembre 1932 à Dakar en Afrique-Occidentale française (aujourd'hui au Sénégal) est un joueur, entraîneur et dirigeant français de handball.

## Carrière

### Carrière de joueur
Jean-Pierre Lacoux pratique le handball au niveau scolaire à partir de 1948 avant d'intégrer l'École normale supérieure d'éducation physique (ENSEP) en 1953 où il rencontre René Ricard, fondateur de la Fédération française de handball (FFHB) et dirigeant du Paris université club, qu'il rejoint. En 1957, il intègre le bataillon de Joinville où il joue et entraîne officieusement la section handball en étant sollicité par ses coéquipiers.
De plus, il compte seize sélections en équipe de France masculine de handball de 1956 à 1961. 
Il participe notamment aux Championnats du monde de 1958 et de 1961.

### Carrière d'entraîneur et de dirigeant
En 1960, Jean-Pierre Lacoux est nommé professeur d'éducation physique chargé de l'enseignement du handball à l'Institut national des sports (INS) et se voit officialiser son rôle d'entraîneur au bataillon de Joinville et d'entraîneur-adjoint de l'équipe de France. Il est nommé entraîneur national en 1965 ; il est notamment le sélectionneur de l'équipe de France dixième du Championnat du monde 1967 et entraîneur du Paris UC demi-finaliste du Championnat de France 1970-1971. Il devient directeur technique national en 1972 avant de démissionner en 1976 devant le manque de perspectives de la Fédération.
Il dirige en 1977 la section sport-étude de Nîmes. En septembre 1982, il est élu président de la Fédération française de handball. Sous son mandat, il nomme Daniel Costantini à la tête de l'équipe de France et surtout donne les moyens au handball français de se professionnaliser pour sortir de l'anonymat mondial : Lacoux est un des artisans des premiers succès de l'équipe de France qui est médaillée de bronze olympique en 1992, vice-championne du monde en 1993 et enfin championne du monde en 1995. Néanmoins, en avril 1996, peu avant les  JO d'Atlanta, il décide de démissionner de la présidence de la FFHB : en conflit larvé avec Daniel Costantini, il préfère se retirer plutôt que remercier l'homme qui a sorti le handball français des ténèbres pour le mener au paradis. Il reste toutefois président d'honneur de la FFHB.

## Distinctions
- Chevalier de la Légion d'honneur (1996)[7]